# 金秀泫
金秀泫（1995年2月6日—），韩国女子举重运动员，2017年亚洲举重锦标赛女子69公斤级银牌得主、2019年亚洲举重锦标赛女子76公斤级铜牌得主、2020年亚洲举重锦标赛女子76公斤级银牌得主、2022年世界举重锦标赛女子76公斤级铜牌得主、2023年亚洲举重锦标赛女子76公斤级金牌得主。